# Sextus Otto Lindberg
Sextus Otto Lindberg  (29 de marzo de 1835-20 de febrero de 1889) fue un médico y botánico sueco.
Desde 1865 se incorpora a la Universidad de Helsingfors, hasta su deceso, como Profesor de Botánica. Fue ampliando el herbario, logrando incorporar más de 45 000 especímenes.

## Algunas publicaciones
- Lindberg, SO; HW Arnell. 1889. Musci Asiæ Borealis. Beschreibung der von den Schwedischen Expeditionen nach Sibirien in de Jahren 1875 und 1876 gesammelten Mouse
- Lindberg, SO. 1885. Om fruktgömmet hos eCariceaee. Ed. J. Simelii. 6 pp.
- Lindberg, SO. 1884. Sandea et Myriorrhynchus, nova Hepaticarum genera. Ed. Ex officina heredum J. Simelii. 9 pp.
- Lindberg, SO. 1882. Monographia praecursoria Peltolepidis, Sauteriae et Cleveae. Ed. Ex officina heredum J. Simelii. 15 pp.
- Lindberg, SO. 1871 Plantæ nonnullæ Horti Botanici Helsingforsiensis ... Societati exhibitum die 19 Septembris 1870

### Libros
- Lindberg, SO. 1877 Monographia Metzgeriae. Ed. Ex officina Societatis litterariae fennicae. 48 pp.

## Honores

### Epónimos
- la "Nordic Bryological Society (NBS)" designa a su revista científica Lindbergia, que publica investigaciones originales de cualqeuir campo de la Briología.
- el género Lindbergia Kindb. 1897

- La abreviatura «Lindb.» se emplea para indicar a Sextus Otto Lindberg como autoridad en la descripción y clasificación científica de los vegetales.[1]